# Communauté d’agglomération du Pays de Gex
Die Communauté d'agglomération du Pays de Gex (kurz CAPG und inoffiziell Pays de Gex Agglo) ist ein französischer Gemeindeverband mit Rechtsform einer  Communauté d’agglomération (bis 31. Dezember 2018 eine Communauté de communes) im Département Ain und umfasst 27 Gemeinden auf einem Gebiet von 394,15 km² im Arrondissement Gex.
Sie wurde am 31. Mai 1995 gegründet, der Sitz der Gemeinschaft befindet sich in Gex.

## Mitgliedsgemeinden
| Gemeinde                                  | Einwohner 1. Januar 2022 | Fläche km² | Dichte Einw./km² | Code INSEE | Postleitzahl |
| ----------------------------------------- | ------------------------ | ---------- | ---------------- | ---------- | ------------ |
| Cessy                                     | 5.570                    | 6,39       | 872              | 01071      | 01170        |
| Challex                                   | 1.628                    | 8,67       | 188              | 01078      | 01630        |
| Chevry                                    | 2.301                    | 5,84       | 394              | 01103      | 01170        |
| Chézery-Forens                            | 436                      | 46,57      | 9                | 01104      | 01410        |
| Collonges                                 | 2.260                    | 16,25      | 139              | 01109      | 01550        |
| Crozet                                    | 2.354                    | 27,47      | 86               | 01135      | 01170        |
| Divonne-les-Bains                         | 10.300                   | 33,88      | 304              | 01143      | 01220        |
| Échenevex                                 | 2.227                    | 16,44      | 135              | 01153      | 01170        |
| Farges                                    | 1.065                    | 14,28      | 75               | 01158      | 01550        |
| Ferney-Voltaire                           | 11.530                   | 4,78       | 2.412            | 01160      | 01210        |
| Gex                                       | 13.455                   | 32,02      | 420              | 01173      | 01170        |
| Grilly                                    | 873                      | 7,50       | 116              | 01180      | 01220        |
| Léaz                                      | 887                      | 11,40      | 78               | 01209      | 01200        |
| Lélex                                     | 236                      | 17,63      | 13               | 01210      | 01410        |
| Mijoux                                    | 297                      | 22,00      | 14               | 01247      | 01410        |
| Ornex                                     | 4.903                    | 5,64       | 869              | 01281      | 01210        |
| Péron                                     | 2.900                    | 26,01      | 111              | 01288      | 01630        |
| Pougny                                    | 792                      | 7,77       | 102              | 01308      | 01550        |
| Prévessin-Moëns                           | 9.081                    | 12,07      | 752              | 01313      | 01280        |
| Saint-Genis-Pouilly                       | 14.584                   | 9,77       | 1.493            | 01354      | 01630        |
| Saint-Jean-de-Gonville                    | 2.042                    | 12,36      | 165              | 01360      | 01630        |
| Sauverny                                  | 1.003                    | 1,89       | 531              | 01397      | 01220        |
| Ségny                                     | 2.676                    | 3,24       | 826              | 01399      | 01170        |
| Sergy                                     | 2.279                    | 9,46       | 241              | 01401      | 01630        |
| Thoiry                                    | 6.356                    | 28,93      | 220              | 01419      | 01710        |
| Versonnex                                 | 2.222                    | 5,89       | 377              | 01435      | 01210        |
| Vesancy                                   | 513                      | 10,70      | 48               | 01436      | 01170        |
| Communauté d'agglomération du Pays de Gex | 104.770                  | 404,85     | 259              | –          | –            |

## Kompetenzen
Der Gemeindeverband ist für Folgendes tätig:
- Raumplanung, Transporte (Nahverkehr)
- Wirtschaftsentwicklung
- Touristische Entwicklung
- Sozialangelegenheiten (Kindergarten, Altenheime, behinderte Menschen)
- Kulturangelegenheiten
- Wasser und Abwasserreinigung
- Umweltschutz und Agrikultur, Wanderwege
- Abfallwirtschaft, Entsorgung
- Prävention von Straffälligkeiten
- Information und Kommunikation